# Luchtvaart- & Oorlogsmuseum Texel

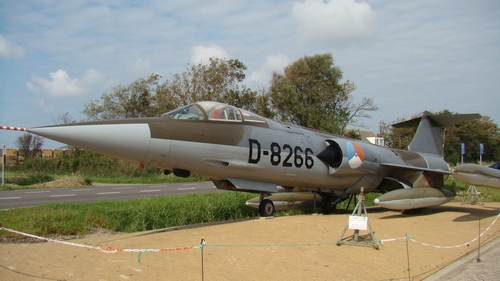
Lockheed F-104, in 2008 voor de ingang

Het Luchtvaart- & OorlogsMuseum Texel (LOMT) is een museum op Vliegveld 'De Vlijt' op het eiland Texel.

## Geschiedenis
De ideeën voor de oprichting van het museum zijn ontstaan na de viering van het 50-jarig bestaan van Vliegveld 'De Vlijt' in 1987; Aan dit festijn was tevens het 5-jarig jubileum van de Dutch Dakota Association (DDA) en het 70-jarig bestaan van het amfibisch oefenkamp De Mok gekoppeld. Zo’n 15.000 toeschouwers bezochten de voor deze gelegenheid opgestelde expositie in de vliegveldhangaar.

Door het enthousiasme van het publiek werd gedacht aan een vaste tentoonstelling in de vorm van een museum en in 1988 werd daarvoor de stichting "Luchtvaartmuseum Texel" opgericht, mede door toenmalig vliegveld-directeur/havenmeester Ed de Bruijn.

Toen de zweefvliegclub in 1995 aangaf een nieuwe behuizing nodig te hebben, werd de mogelijkheid om in de oude zweefvlieghangaar een museum te beginnen dan ook met beide handen aangepakt. Amateur-historicus Gelein Jansen werd bij het project betrokken en hij trof de nodige voorbereidingen voor de inrichting van een museum. Vervolgens werd in april 1996 met een groep enthousiastelingen in een maand tijd een compleet museum ingericht en op 17 mei 1996 werden de deuren van het museum voor het eerst voor publiek geopend; Sindsdien mag het museum op zo’n 10-12.000 bezoekers per jaar rekenen.

Na een aantal jaren was de tentoonstelling dermate 'uit zijn voegen gegroeid' dat er werd besloten om het museum uit te breiden met een nieuwe hal naast het bestaande museum; Deze werd in april 2003 geopend en in 2011 is vóór de hal nog een grote serre aangebouwd.
Ook is de naam van het museum veranderd in "Luchtvaart- & Oorlogsmuseum Texel" omdat in een groot deel van het museum materiaal wordt tentoongesteld over de Tweede Wereldoorlog.
In de winter van 2017/2018 is de tentoonstelling over de Tweede Wereldoorlog in het kader van het door het Waddenfonds gefinancierde project “Atlantikwall op de Wadden” geheel gerenoveerd, en is er een begin gemaakt met het beter scheiden van de thema’s luchtvaart en oorlog. De laatste stap in deze transitie was het verplaatsen van het door kotters opgeviste oorlogsmateriaal naar een andere locatie in het museum.

## Collectie
De collectie van het museum is onderverdeeld in verschillende thema's:
1. Texel 1939-1945 - Mobilisatie en verloop van de oorlog op het eiland.
2. Luchtoorlog - Gedurende de oorlog zijn er op en rond Texel veel vliegtuigen neergestort, veelal met een noodlottige afloop voor de bemanning.
3. Atlantikwall - Op Texel zijn tijdens de oorlog veel bunkers gebouwd, onder andere voor de verdediging van de kust, de 'Atlantikwall'.
4. Georgische Opstand - Op 5 april 1945 werd door de Georgiërs van het op Texel gelegerde Georgisches Infanterie-Bataillon 822, een beslissing genomen die dramatische gevolgen zou hebben voor het verloop van de laatste periode van de oorlog op het eiland.
5. Bevrijding en nasleep van de oorlog - Texel werd pas op 20 mei 1945, dus enkele weken na de officiële Duitse capitulatie, bevrijd door de Canadezen.
6. Vliegveld 'De Vlijt' - Het vliegveld op Texel werd in 1937 geopend en de naam van het vliegveld is ontleend aan een boerderij die op de plek van het vliegveld stond, maar is afgebrand.
7. Marinevliegkamp 'De Mok' - Het marinevliegkamp 'De Mok' werd in 1917 officieel in gebruik genomen, maar werd na de Tweede Wereldoorlog niet meer als zodanig gebruikt.
8. Texel en de KLM - Het ontstaan van een vliegveld op Texel is te danken aan de KLM.
9. Algemene luchtvaart - In het museum wordt naast de luchtvaartgeschiedenis van Texel, ook deels aandacht besteed aan de algemene luchtvaart.